# Liga Nacional de Baloncesto Profesional de México 2019-2020
La Temporada 2019-2020 de la LNBP fue la vigésima edición de la Liga Nacional de Baloncesto Profesional de México. 
Cuatro franquicias iban a ser las novedades de la temporada en la LNBP, pero finalmente Pioneros de Quintana Roo no cumplió ciertas condiciones y fue dado de baja para el torneo. Los otros tres equipos que debutaron esta campaña fueron Dorados de Chihuahua, Astros de Jalisco y Plateros de Fresnillo. 
La temporada arrancó el jueves 19 de septiembre de 2019 y concluyó el martes 18 de febrero de 2020. Fueron 19 juegos de local e igual número de visitantes

## Eventos destacados
- En principio se planteaba el regreso de Pioneros de Quintana Roo sin embargo al no contar con los lineamientos necesarios se dieron de baja al principio de la temporada.[2]
- Reingresan al circuito los Dorados de Chihuahua[1]
- Tuvieron su primera participación en el circuito los Astros de Jalisco[1]
- Tuvieron su primera participación en el circuito los Plateros de Fresnillo.[1]
- Santos de San Luis cambia de Zona.

## Equipos
| Liga Nacional de Baloncesto Profesional de México 2019-2020 |                                  |                        |                                          |               |                                                              |             |
| Zona                                                        | Equipo                           | Entrenador             | Ciudad                                   | Miembro desde | Pabellón                                                     | Capacidad   |
| Este                                                        | Correcaminos UAT Victoria        | Luis García            | Ciudad Victoria, Tamaulipas              | 2000          | Gimnasio Multidisciplinario UAT Victoria                     | 3,500       |
| Este                                                        | Dorados de Chihuahua             | Gustavo Pacheco        | Chihuahua, Chihuahua                     | 2000          | Gimnasio Manuel Bernardo Aguirre                             | 10,530      |
| Este                                                        | Fuerza Regia de Monterrey        | Paco Olmos             | Monterrey, Nuevo León                    | 2001          | Gimnasio Nuevo León Independiente                            | 5,000       |
| Este                                                        | Huracanes de Tampico             | Omar Quintero          | Tampico, Tamaulipas                      | 2009-2010     | Expo Tampico                                                 | 4,200       |
| Este                                                        | Laguneros de La Comarca          | Marcelo Rafael Elusich | Torreón, Coahuila Gómez Palacio, Durango | 2018-2019     | Auditorio Municipal de Torreón Gimnasio Auditorio Centenario | 4,363 5,000 |
| Este                                                        | Leñadores de Durango             | Juan José Pidal        | Durango, Durango                         | 2002          | Auditorio del Pueblo                                         | 3,500       |
| Este                                                        | Mineros de Zacatecas             | Manolo Cintrón         | Zacatecas, Zacatecas                     | 2017-2018     | Gimnasio "Profesor Marcelino González"                       | 3,500       |
| Este                                                        | Plateros de Fresnillo            | Xavier Aponte          | Fresnillo, Zacatecas                     | 2019-2020     | Gimnasio “Solidaridad Municipal”                             | 4,400       |
| Oeste                                                       | Abejas de León                   | José Martínez          | León, Guanajuato                         | 2009-2010     | Domo de la Feria                                             | 4,463       |
| Oeste                                                       | Aguacateros de Michoacán         | Nicolás Casalánguida   | Morelia, Michoacán                       | 2017-2018     | Auditorio de Usos Múltiples de la UMSNH                      | 3,500       |
| Oeste                                                       | Ángeles de Puebla                | Jhovanny García        | Puebla, Puebla                           | 2007-2008     | Gimnasio "Miguel Hidalgo"                                    | 4,000       |
| Oeste                                                       | Astros de Jalisco                | Sergio Valdeolmillos   | Guadalajara, Jalisco                     | 2019-2020     | Arena Astros                                                 | 4,000       |
| Oeste                                                       | Capitanes de la Ciudad de México | Ramón Díaz             | Ciudad de México                         | 2017-2018     | Gimnasio Olímpico Juan de la Barrera                         | 5,242       |
| Oeste                                                       | Libertadores de Querétaro        | Carlos González        | Querétaro, Querétaro                     | 2009-2010     | Auditorio General Arteaga                                    | 4,138       |
| Oeste                                                       | Panteras de Aguascalientes       | Manolo Cintrón         | Aguascalientes, Aguascalientes           | 2003          | Auditorio Hermanos Carreón                                   | 3,000       |
| Oeste                                                       | Santos de San Luis               | Andrés Contreras       | San Luis Potosí, San Luis Potosí         | 2003          | Auditorio Miguel Barragán                                    | 3,400       |
| Oeste                                                       | Soles de Mexicali                | Iván Déniz             | Mexicali, Baja California                | 2005          | Auditorio PSF                                                | 4,426       |

## Temporada 2019-2020

### Clasificación
- Actualizadas las clasificaciones al 29 de diciembre de 2019.[3]

JJ = Juegos Jugados, JG = Juegos Ganados, JP = Juegos Perdidos, PF= Puntos a favor, PC = Puntos en contra, Dif. = Diferencia entre Ptos. a favor y en contra, Ptos. = Puntos Obtenidos = (JGx2)+(JP)
| Zona Este |                           |    |    |    |      |      |      |       |
| Posición  | Equipo                    | JJ | JG | JP | PF   | PC   | Dif. | Ptos. |
| 1         | Mineros de Zacatecas      | 36 | 28 | 8  | 3245 | 2922 | 323  | 64    |
| 2         | Dorados de Chihuahua      | 36 | 26 | 10 | 3082 | 2844 | 238  | 62    |
| 3         | Fuerza Regia de Monterrey | 36 | 24 | 12 | 3140 | 2914 | 226  | 60    |
| 4         | Leñadores de Durango      | 36 | 20 | 16 | 3334 | 3193 | 141  | 56    |
| 5         | Huracanes de Tampico      | 36 | 20 | 16 | 3304 | 3308 | -4   | 56    |
| 6         | Plateros de Fresnillo     | 36 | 17 | 19 | 2983 | 3007 | -24  | 53    |
| 7         | Correcaminos UAT Victoria | 36 | 7  | 29 | 3066 | 3381 | -315 | 43    |
| 8         | Laguneros de La Comarca   | 36 | 1  | 35 | 2799 | 3416 | -617 | 37    |

| Zona Oeste |                                  |    |    |    |      |      |      |       |
| Posición   | Equipo                           | JJ | JG | JP | PF   | PC   | Dif. | Ptos. |
| 1          | Soles de Mexicali                | 36 | 29 | 7  | 3388 | 2961 | 427  | 65    |
| 2          | Capitanes de la Ciudad de México | 36 | 25 | 11 | 3170 | 2964 | 206  | 61    |
| 3          | Aguacateros de Michoacán         | 36 | 23 | 13 | 3239 | 3054 | 185  | 59    |
| 4          | Panteras de Aguascalientes       | 36 | 22 | 14 | 3293 | 2973 | 320  | 58    |
| 5          | Astros de Jalisco                | 36 | 21 | 15 | 3109 | 3067 | 42   | 57    |
| 6          | Abejas de León                   | 36 | 16 | 20 | 2968 | 3120 | -152 | 52    |
| 7          | Santos de San Luis               | 36 | 13 | 23 | 3023 | 3104 | -81  | 49    |
| 8          | Libertadores de Querétaro        | 36 | 12 | 24 | 3066 | 3205 | -139 | 48    |
| 9          | Ángeles de Puebla                | 36 | 2  | 34 | 2785 | 3561 | -776 | 38    |

| Clasificado a los playoffs |

| Eliminado de los playoffs |

### Playoffs
|  | Semifinales de Conferencia | Semifinales de Conferencia | Semifinales de Conferencia |              |   | Finales de Conferencia     | Finales de Conferencia     | Finales de Conferencia     |  |   | Final de la LNBP  | Final de la LNBP  | Final de la LNBP  |  |
|  | 8 - 19 de enero            | 8 - 19 de enero            | 8 - 19 de enero            |              |   | 22 de enero - 3 de febrero | 22 de enero - 3 de febrero | 22 de enero - 3 de febrero |  |   | 7 - 18 de febrero | 7 - 18 de febrero | 7 - 18 de febrero |  |
|  |                            |                            |                            |              |   |                            |                            |                            |  |   |                   |                   |                   |  |
|  |                            |                            |                            |              |   |                            |                            |                            |  |   |                   |                   |                   |  |
|  | 1                          | Mineros                    | 4                          |              |   |                            |                            |                            |  |   |                   |                   |                   |  |
|  | 1                          | Mineros                    | 4                          |              |   |                            |                            |                            |  |   |                   |                   |                   |  |
|  | 4                          | Leñadores                  | 3                          |              |   |                            |                            |                            |  |   |                   |                   |                   |  |
|  | 4                          | Leñadores                  | 3                          |              | 1 | Mineros                    | 3                          |                            |  |   |                   |                   |                   |  |
|  | Zona Este                  |                            |                            |              | 1 | Mineros                    | 3                          |                            |  |   |                   |                   |                   |  |
|  |                            |                            | 3                          | Fuerza Regia | 4 |                            |                            |                            |  |   |                   |                   |                   |  |
|  | 2                          | Dorados                    | 3                          | Fuerza Regia | 4 | 0                          |                            |                            |  |   |                   |                   |                   |  |
|  | 2                          | Dorados                    |                            |              |   |                            |                            |                            |  |   |                   |                   |                   |  |
|  | 3                          | Fuerza Regia               | 4                          |              |   |                            |                            |                            |  |   |                   |                   |                   |  |
|  | 3                          | Fuerza Regia               | 4                          |              |   |                            |                            |                            |  | 3 | Fuerza Regia      | 3                 |                   |  |
|  |                            |                            |                            |              |   |                            |                            |                            |  | 3 | Fuerza Regia      | 3                 |                   |  |
|  |                            |                            | 1                          | Soles        | 4 |                            |                            |                            |  |   |                   |                   |                   |  |
|  | 1                          | Soles                      | 1                          | Soles        | 4 | 4                          |                            |                            |  |   |                   |                   |                   |  |
|  | 1                          | Soles                      |                            |              |   |                            |                            |                            |  |   |                   |                   |                   |  |
|  | 4                          | Panteras                   | 2                          |              |   |                            |                            |                            |  |   |                   |                   |                   |  |
|  | 4                          | Panteras                   | 2                          |              | 1 | Soles                      | 4                          |                            |  |   |                   |                   |                   |  |
|  | Zona Oeste                 |                            |                            |              | 1 | Soles                      | 4                          |                            |  |   |                   |                   |                   |  |
|  |                            |                            | 3                          | Aguacateros  | 3 |                            |                            |                            |  |   |                   |                   |                   |  |
|  | 2                          | Capitanes                  | 3                          | Aguacateros  | 3 | 1                          |                            |                            |  |   |                   |                   |                   |  |
|  | 2                          | Capitanes                  |                            |              |   |                            |                            |                            |  |   |                   |                   |                   |  |
|  | 3                          | Aguacateros                | 4                          |              |   |                            |                            |                            |  |   |                   |                   |                   |  |
|  | 3                          | Aguacateros                | 4                          |              |   |                            |                            |                            |  |   |                   |                   |                   |  |
|  |                            |                            |                            |              |   |                            |                            |                            |  |   |                   |                   |                   |  |

#### Final
El Campeonato de la LNBP lo obtuvo los Soles de Mexicali, derrotando en la Serie Final a Fuerza Regia de Monterrey por 4 juegos a 3, coronándose en calidad de local en el Auditorio PSF de Mexicali, Baja California.

### Juego de Estrellas
El XXII Juego de Estrellas de la LNBP se llevó a cabo el domingo 17 de noviembre de 2019 en el Auditorio José María Arteaga de Querétaro, Querétaro, casa de los Libertadores de Querétaro. La Zona Oeste se impuso a la Zona Este por 129 a 117. El boricua Derek Reese de las Panteras de Aguascalientes fue designado como el Jugador Más Valioso del partido.

#### Equipos
A continuación se muestran los Rosters tanto de la Zona Este como de la Zona Oeste que tomaron parte en el Juego de Estrellas.
| Jugador          | Equipo                    |
| ---------------- | ------------------------- |
| Víctor Liz       | Mineros de Zacatecas      |
| Reyshawn Terry   | Mineros de Zacatecas      |
| Stephen Soriano  | Mineros de Zacatecas      |
| Javier Mojica    | Fuerza Regia de Monterrey |
| Jerime Anderson  | Fuerza Regia de Monterrey |
| Mike Lizarraga   | Plateros de Fresnillo     |
| Jonathan Machado | Dorados de Chihuahua      |
| Kennedy Jones    | Correcaminos UAT Victoria |
| Kyle Lamonte     | Huracanes de Tampico      |
| Germain Jordan   | Huracanes de Tampico      |
| Guillermo Díaz   | Plateros de Fresnillo     |
| Mamadou N'Diaye  | Correcaminos UAT Victoria |

| Jugador              | Equipo                        |
| -------------------- | ----------------------------- |
| Bo Spencer           | Abejas de León                |
| Jerome Meyinsse      | Aguacateros de Michoacán      |
| Édgar Garibay        | Aguacateros de Michoacán      |
| Aarón Valdés         | Soles de Mexicali             |
| Luke Martínez        | Soles de Mexicali             |
| Ángel Daniel Vasallo | Astros de Jalisco             |
| Rigoberto Mendoza    | Capitanes de Ciudad de México |
| Ernesto Oglivie      | Capitanes de Ciudad de México |
| Jonathan Rodríguez   | Libertadores de Querétaro     |
| Luis Hernández       | Libertadores de Querétaro     |
| Derek Reese          | Panteras de Aguascalientes    |
| Brandon West         | Santos de San Luis            |

 =  Cuenta con nacionalidad mexicana. 

#### Torneo de Triples y Torneo de Clavadas
El novato Moisés Andriassi de los Capitanes de Ciudad de México se coronó campeón del concurso de Tiros de 3, al imponerse a Ray Gallegos de Dorados de Chihuahua y Ángel Vasallo de Astros de Jalisco sumando 19 puntos en la ronda final. Mientras que el estadounidense Manny Hernández de los Aguacateros de Michoacán ganó el concurso de Clavadas.
| 1. Justin Satchell (Libertadores) 2. Ray Gallegos (Dorados) 3. Ángel Daniel Vasallo (Astros) 4. Moisés Andriassi (Capitanes) 5. Aaron Harper Huracanes 6. Luke Martínez (Soles) 7. Gary Ricks (Panteras) 8. Omar de Haro (Aguacateros) |  | 1. Aarón Valdés (Soles) 2. Manuel Hernández (Aguacateros) 3. Ray Gallegos (Dorados) 4. Barry Chinedu Ogalue (Santos) 5. Jordan Williams (Mineros) 6. Derek Reese (Panteras) 7. Benito Santiago Jr. (Leñadores) 8. Jerome Meyinsse (Aguacateros) |

### Líderes
A continuación se muestran a los líderes individuales de la temporada 2019-2020.
| Categoría               | Jugador                  | Equipo                    | Marca |
| ----------------------- | ------------------------ | ------------------------- | ----- |
| Puntos promedio         | John Taylor              | Laguneros de La Comarca   | 23.9  |
| Rebotes promedio        | Mamadou N'Diaye          | Correcaminos UAT Victoria | 11.0  |
| Asistencias promedio    | Joseph Rubén Soto Rivera | Leñadores de Durango      | 7.4   |
| Robos de Balón promedio | Reynaldo García Zamora   | Leñadores de Durango      | 3.2   |
| Tapones promedio        | Mamadou N'Diaye          | Correcaminos UAT Victoria | 1.8   |

### Premios

#### Designaciones
A continuación se muestran las designaciones a los mejores jugadores de la temporada 2019-2020.
| Designación                     | Ganador                          | Equipo                        |
| ------------------------------- | -------------------------------- | ----------------------------- |
| Jugador del año                 | Lucas Wayne Martínez Counts      | Soles de Mexicali             |
| Jugador más valioso mexicano    | Lucas Wayne Martínez Counts      | Soles de Mexicali             |
| Jugador más valioso extranjero  | Juan Miguel Suero Castillo       | Dorados de Chihuahua          |
| Jugador más valioso de la final | Lucas Wayne Martínez Counts      | Soles de Mexicali             |
| Novato del año                  | Moisés Emilio Andriassi Quintana | Capitanes de Ciudad de México |
| Entrenador del año              | Iván Eduardo Déniz O’Donnell     | Soles de Mexicali             |

 =  Cuenta con nacionalidad mexicana. 

#### Equipo ideal
A continuación se muestra al equipo ideal de la temporada 2019-2020.
| Posición  | Jugador                     | Equipo                    |
| --------- | --------------------------- | ------------------------- |
| Base      | Juan Miguel Suero Castillo  | Dorados de Chihuahua      |
| Escolta   | Lucas Wayne Martínez Counts | Soles de Mexicali         |
| Alero     | Germain Michael Jordan      | Huracanes de Tampico      |
| Ala-pívot | Brandon “B.J.” West         | Santos de San Luis        |
| Pívot     | Mamadou N'Diaye             | Correcaminos UAT Victoria |

 =  Cuenta con nacionalidad mexicana. 